# Широкое (Волчанский район)
Широкое (укр. Широке), село,
Гонтаровский сельский совет,
Волчанский район,
Харьковская область, Украина.
Код КОАТУУ — 6321682007. Население по переписи 2019 года составляет 17 (8/9 м/ж) человек.

## Географическое положение
Село Широкое находится на левом, северном берегу балки Разрытая, в 2-х км от реки Хотомелька; на расстоянии в 2 км расположены сёла
Радьково (выше по течению), Гонтаровка (южнее) и
посёлок Вишнёвое (севернее).

## История
- 1918 — дата основания.
- В 1940 году, перед ВОВ, в Широком было 55 дворов и мукомольный завод.[1]
- В 1940 году в примыкающей ниже по течению и расположенной западнее и на правом берегу балки Ново-Павловке, впоследствии привоединённой к селу Широкому, был 21 двор.[2]

## Экономика
- В селе есть молочно-товарная ферма.